# Hennie Hondeveld

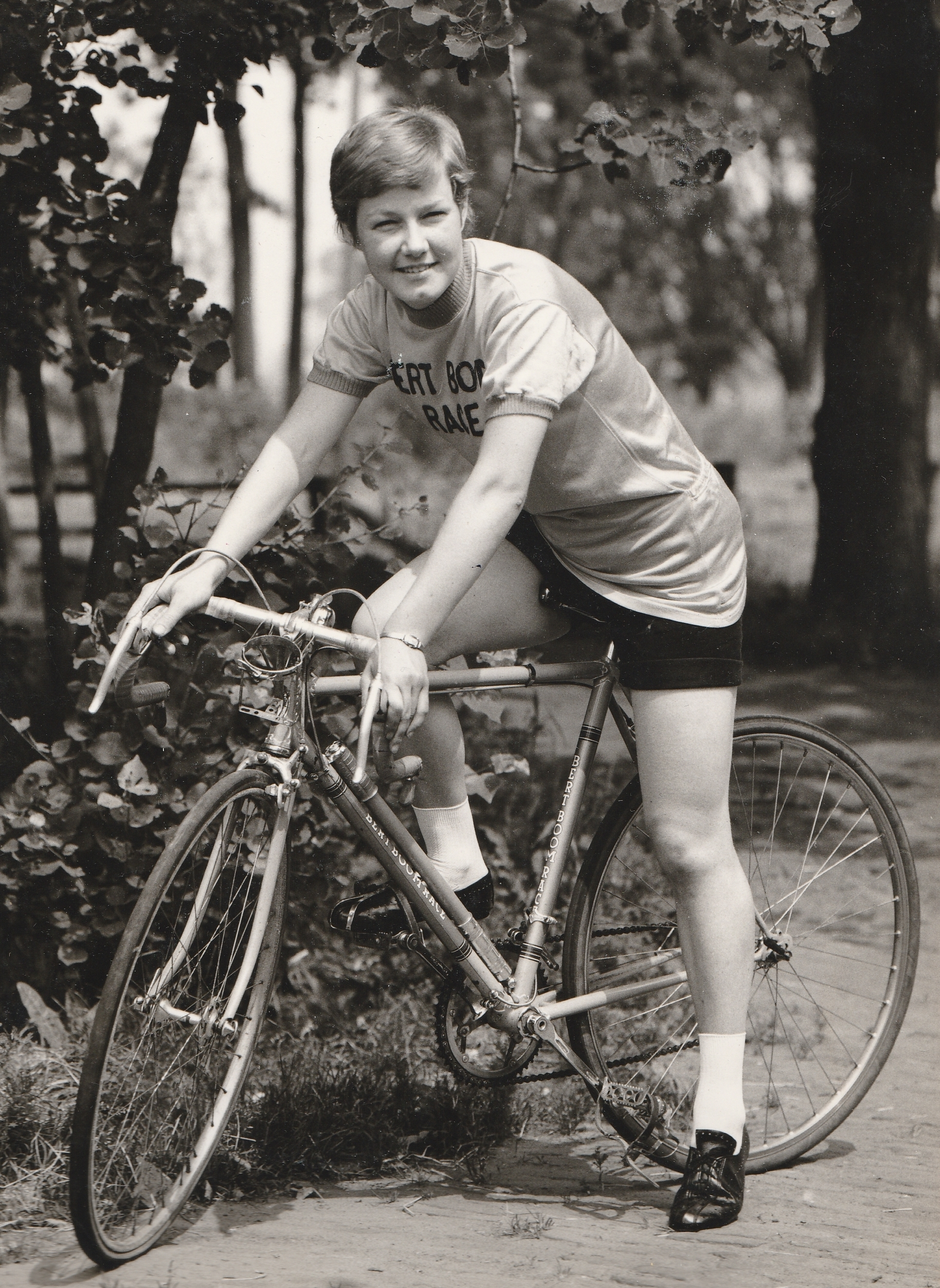
Hennie Hondeveld bij de start van seizoen 1968

Hennie Faber-Hondeveld (januari 1946) is een Nederlands wielrenster, langebaanschaatsster en atlete.
Van 1964 tot en met 1966 nam Hondeveld driemaal deel aan de NK Allround schaatsen.
In het wielrennen nam Hondeveld vijfmaal deel aan wereldkampioenschappen op de weg tussen 1967 en 1971. Ook werd ze viermaal op rij tweede bij het Nederlands kampioenschap op de weg, van 1968 tot 1971, steeds achter Bella Hage of haar zus Keetie van Oosten-Hage.
Doordat Hondeveld zowel fietsen als schaatsen actief beoefende, raakte ze overtraind. Samen met marathonloper Aad Steylen werkte ze aan trainingsschema's, en ging ze ook aan atletiek doen. Hierbij deed ze enkele malen mee aan het NK atletiekcross, waarbij ze in de top tien eindigde.

## Records

### Persoonlijke records[5]
| Afstand    | Tijd    | Datum            | Baan          |
| ---------- | ------- | ---------------- | ------------- |
| 500 meter  | 52,30   | 26 januari 1965  | Oslo          |
| 1000 meter | 1.46,50 | 26 december 1965 | IJsselstadion |
| 1500 meter | 2.41,80 | 19 februari 1965 | IJsselstadion |
| 3000 meter | 5.44,90 | 27 december 1965 | IJsselstadion |